# Fresnes-lès-Montauban
Fresnes-lès-Montauban település Franciaországban, Pas-de-Calais megyében. Lakosainak száma 604 fő (2022. január 1.). Fresnes-lès-Montauban Izel-lès-Équerchin, Neuvireuil, Oppy, Vitry-en-Artois, Biache-Saint-Vaast és Gavrelle községekkel határos.

## Népesség
A település népességének változása:
| Lakosok száma | 544  | 569  | 577  | 572  | 577  | 581  | 590  | 596  | 604  |
|               | 2013 | 2015 | 2016 | 2017 | 2018 | 2019 | 2020 | 2021 | 2022 |